# Esgrima als Jocs Olímpics d'estiu de 1968
Als Jocs Olímpics d'Estiu de 1968 celebrats a Ciutat de Mèxic (Mèxic) es disputaren vuit proves d'esgrima, sis d'elles en categoria masculina i dues en categoria femenina. La competició se celebrà entre els dies 15 i 25 d'octubre de 1968 al Centre d'Esgrima Fernando Montes de Oca.
Participaren 275 esgrimistes, 217 homes i 58 dones, de 34 comitès nacionals diferents.

## Resum de medalles

### Categoria masculina
| Prova                     | Or                                                                                                  | Argent                                                                                                   | Bronze                                                                                                 |
| Floret individual Detalls | Ion Drimba                                                                                          | Jenö Kamuti                                                                                              | Daniel Revenu                                                                                          |
| Floret per equips Detalls | FrançaDaniel Revenu · Gilles Berolatti · Christian Noël · Jean-Claude Magnan · Jacques Dimont       | Unió SovièticaGerman Sveshnikov · Yuri Sharov · Vasili Stankovich · Viktor Putyatin · Yuri Sisikin       | PolòniaWitold Woyda · Zbigniew Skrudlik · Ryszard Parulski · Egon Franke · Adam Lisewski               |
| Espasa individual Detalls | Gyözö Kulcsar                                                                                       | Grigory Kriss                                                                                            | Gianluigi Saccaro                                                                                      |
| Espasa per equips Detalls | HongriaCsaba Fenyvesi · Zoltan Nemere · Pál Schmitt · Gyözö Kulcsar · Pal Nagy                      | Unió SovièticaGrigory Kriss · Iosif Vitebsky · Aleksei Nikanchikov · Yuri Smolyakov · Viktor Modzalevsky | PolòniaBogdan Andrzejewski · Michał Butkiewicz · Bogdan Gonsior · Henryk Nielaba · Kazimierz Barburski |
| Sabre individual Detalls  | Jerzy Pawłowski                                                                                     | Mark Rakita                                                                                              | Tibor Pezsa                                                                                            |
| Sabre per equips Detalls  | Unió SovièticaVladimir Nazlymov · Viktor Sidyak · Eduard Vinokurov · Mark Rakita · Umar Mavlikhanov | ItàliaWladimiro Calarese · Michele Maffei · Cesare Salvadori · Pierluigi Chicca · Rolando Rigoli         | HongriaTamas Kovacs · Janos Kalmar · Peter Bakonyi · Miklos Meszena · Tibor Pezsa                      |

### Categoria femenina
| Prova                     | Or | Argent                                                                          | Bronze                                                                            |
| Floret individual Detalls | Elena Novikova                                                                                               | Pilar Roldan                                                                    | Ildiko Rejto                                                                      |
| Floret per equips Detalls | Unió SovièticaAleksandra Zabelina · Tatyana Petrenko · Elena Novikova · Galina Gorokhova · Svetlana Chirkova | HongriaLidia Dömölki · Ildiko Bobis · Ildiko Rejto · Maria Jarmy · Paula Marosi | RomaniaEcaterina Iencic · Ileana Gyulai · Maria Vicol · Olga Orban · Ana Dersidan |

## Medaller
| Posició | País           | Or | Argent | Bronze | Total |
| 1       | Unió Soviètica | 3  | 4      | 0      | 7     |
| 2       | Hongria        | 2  | 2      | 3      | 7     |
| 3       | Polònia        | 1  | 0      | 2      | 3     |
| 4       | França         | 1  | 0      | 1      | 2     |
| 4       | Romania        | 1  | 0      | 1      | 2     |
| 6       | Itàlia         | 0  | 1      | 1      | 2     |
| 7       | Mèxic          | 0  | 1      | 0      | 1     |